# Collio Goriziano Riesling Italico
Le Collio Goriziano Riesling Italico (ou Collio Riesling Italico) est un vin blanc italien de la région Frioul-Vénétie Julienne doté d'une appellation DOC depuis le 3 novembre 1989. Seuls ont droit à la DOC les vins récoltés à l'intérieur de l'aire de production définie par le décret. Les vignobles autorisés se situent dans la province de Gorizia dans les communes et hameaux de Brazzano, Capriva del Friuli, Cormons - Plessiva, Dolegna del Collio, Farra d'Isonzo, Lucinico, Mossa, Oslavia, Ruttars et San Floriano del Collio.
Le Collio Goriziano Riesling Italico répond à un cahier des charges moins exigeant que le Collio Goriziano Riesling Italico riserva, essentiellement en relation avec le vieillissement.

## Caractéristiques organoleptiques
- couleur : jaune paille légèrement verdâtre.
- odeur : caractéristique
- saveur : sec, harmonique

Le Collio Goriziano Riesling Italico se déguste à une température comprise entre 8 et 10 °C. Il se gardera 2 - 3 ans.

## Production
Province, saison, volume en hectolitres :
- Gorizia (1990/91) 1373,05
- Gorizia (1991/92) 1158,18
- Gorizia (1992/93) 1163,61
- Gorizia (1993/94) 777,39
- Gorizia (1994/95) 563,47
- Gorizia (1995/96) 413,57
- Gorizia (1996/97) 447,51